# Brison-Saint-Innocent
Brison-Saint-Innocent és un municipi francès situat al departament de la Savoia i a la regió d'Alvèrnia-Roine-Alps. L'any 2007 tenia 2.116 habitants.

## Demografia

### Població
El 2007 la població de fet de Brison-Saint-Innocent era de 2.116 persones. Hi havia 827 famílies de les quals 187 eren unipersonals (94 homes vivint sols i 93 dones vivint soles), 332 parelles sense fills, 255 parelles amb fills i 53 famílies monoparentals amb fills.
La població ha evolucionat segons el següent gràfic:
Habitants censats

### Habitatges
El 2007 hi havia 1.038 habitatges, 850 eren l'habitatge principal de la família, 137 eren segones residències i 51 estaven desocupats. 934 eren cases i 100 eren apartaments. Dels 850 habitatges principals, 701 estaven ocupats pels seus propietaris, 118 estaven llogats i ocupats pels llogaters i 30 estaven cedits a títol gratuït; 10 tenien una cambra, 45 en tenien dues, 107 en tenien tres, 223 en tenien quatre i 464 en tenien cinc o més. 749 habitatges disposaven pel capbaix d'una plaça de pàrquing. A 351 habitatges hi havia un automòbil i a 455 n'hi havia dos o més.

### Piràmide de població
La piràmide de població per edats i sexe el 2009 era:
| Homes | Edats   | Dones |
| ----- | ------- | ----- |
| 0     | 95 o +  | 8     |
| 0     | 90 a 94 | 20    |
| 8     | 85 a 89 | 28    |
| 16    | 80 a 84 | 24    |
| 36    | 75 a 79 | 60    |
| 40    | 70 a 74 | 40    |
| 64    | 65 a 69 | 84    |
| 56    | 60 a 64 | 48    |
| 40    | 55 a 59 | 56    |
| 72    | 50 a 54 | 76    |
| 64    | 45 a 49 | 80    |
| 88    | 40 a 44 | 64    |
| 56    | 35 a 39 | 72    |
| 44    | 30 a 34 | 64    |
| 40    | 25 a 29 | 36    |
| 49    | 20 a 24 | 24    |
| 64    | 15 a 19 | 60    |
| 92    | 10 a 14 | 60    |
| 56    | 5 a 9   | 32    |
| 28    | 0 a 4   | 52    |

## Economia
El 2007 la població en edat de treballar era de 1.299 persones, 939 eren actives i 360 eren inactives. De les 939 persones actives 871 estaven ocupades (477 homes i 394 dones) i 67 estaven aturades (20 homes i 47 dones). De les 360 persones inactives 139 estaven jubilades, 102 estaven estudiant i 119 estaven classificades com a «altres inactius».

### Ingressos
El 2009 a Brison-Saint-Innocent hi havia 869 unitats fiscals que integraven 2.180 persones, la mediana anual d'ingressos fiscals per persona era de 23.451,5 €.

### Activitats econòmiques
Dels 81 establiments que hi havia el 2007, 1 era d'una empresa extractiva, 4 d'empreses de fabricació d'altres productes industrials, 19 d'empreses de construcció, 14 d'empreses de comerç i reparació d'automòbils, 6 d'empreses d'hostatgeria i restauració, 4 d'empreses d'informació i comunicació, 2 d'empreses financeres, 2 d'empreses immobiliàries, 13 d'empreses de serveis, 10 d'entitats de l'administració pública i 6 d'empreses classificades com a «altres activitats de serveis».
Dels 23 establiments de servei als particulars que hi havia el 2009, 1 era un taller de reparació d'automòbils i de material agrícola, 2 guixaires pintors, 5 fusteries, 5 lampisteries, 3 electricistes, 2 perruqueries, 3 restaurants i 2 salons de bellesa.
L'any 2000 a Brison-Saint-Innocent hi havia 11 explotacions agrícoles que ocupaven un total de 20 hectàrees.

## Equipaments sanitaris i escolars
El 2009 hi havia una escola elemental.

## Poblacions més properes
El següent diagrama mostra les poblacions més properes.